# Trysten Hill
Trysten Hill (Lee, 25 marzo 1998) è un giocatore di football americano statunitense che milita nel ruolo di defensive tackle per i New England Patriots della National Football League (NFL).

## Carriera universitaria
Hill al college giocò a football con gli UCF Knights dal 2016 al 2018. Complessivamente nella sua esperienza nel college football mise a segno 71 tackle e 6 sack.

## Carriera professionistica

### Dallas Cowboys
Hill fu scelto nel corso del secondo giro (58º assoluto) del Draft NFL 2019 dai Dallas Cowboys. Debuttò come professionista subentrando nella gara del terzo turno contro i Miami Dolphins senza fare registrare alcuna statistica. La sua stagione da rookie si chiuse con 5 tackle in 7 presenze, nessuna delle quali come titolare.

### Arizona Cardinals
Il 2 novembre 2022 Hill firmò con gli Arizona Cardinals.

### Cleveland Browns
Il 20 marzo 2023 Hill firmò un contratto di un anno con i Cleveland Browns.

### New England Patriots
Il 4 ottobre 2023 Hill firmò con la squadra di allenamento dei New England Patriots. L'8 gennaio 2024 firmò un nuovo contratto come riserva.